# Tim Krul
Tim Krul (Hága, 1988. április 3. –) holland válogatott labdarúgó, jelenleg a Luton Town jàtèkosa.

## Pályafutása

### Klubcsapatokban
Labdarúgó pályafutását a Hvv RAS nevezetű csapatban kezdte. Ezután az ADO Den Haaghoz került. 1996 és 2005 között az az ADO utánpótlásában szerepelt.
2005-ben az angol Newcastle United hároméves szerződést kötött vele. A szarkáknál 2006. november 2-án mutatkozott be egy UEFA-kupa mérkőzés alkalmával, amit a Palermo ellen játszottak idegenben. 2007. június 13-án  négyéves szerződést írt alá.
2007. augusztusában fél évre a skót Falkirkhöz került kölcsönbe. Eredetileg 2008. január 1-ig szólt a megállapodás, de végül azt meghosszabbították a szezon végéig. Összesen 22 mérkőzésen védte a Falkirk hálóját.
2008. novemberében egy hónapra a Carlisle Unitednak adták kölcsön, miután Ben Alnwickot visszahívta a Tottenham Hotspur.
2009. januárjában visszatért Newcastle-be. A 2008–2009-es idény végén a Newcastle kiesett az első osztályból. Első felnőtt bajnokiját a Championshipben játszotta 2009. augusztus 9-én a West Bromwich Albion elleni idegenbeli mérkőzésen.
A bajnokság végén a Newcastle visszajutott a Premier League-be és Krul újabb négy évvel meghosszabbította a szerződését. Első Premier League-ben lejátszott mérkőzésére 2010. szeptember 18-án került sor az Everton ellen. A  Goodison Parkban rendezett találkozó 35. percében Steve Harper lesérült és a helyére állt be.
2012. márciusában újabb 5 éves szerződést kötött.

### Válogatottban
Utánpótlásszinten szerepelt az U15-ös, U16-os, U17-es, U19-es, U20-as és az U21-es holland válogatottban. Részt vett a Peruban megrendezett 2005-ös U17-es világbajnokságon, mindemellett tagja volt a 2007-es U21-es Európa-bajnokságon aranyérmet szerző válogatottnak. Tagja volt a  2008-as touloni ifjúsági tornán szereplő holland válogatottnak.
A felnőtt válogatottban először 2011. június 4-én debütált egy Brazília elleni barátságos mérkőzésen.
Az Európa-bajnoki keretszűkítést követően Bert van Marwijk nevezte őt a 2012-es Eb-re készülő 23 fős keretébe.

## Sikerei, díjai

### Klubszinten
Newcastle
- Championship: 2009–10

Hollandia U21
- U21-es Európa-bajnokság: 2007